# オールド・セント・ポール教会

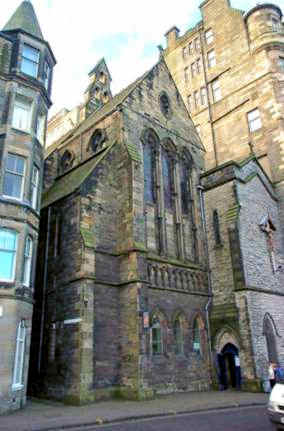
オールド・セント・ポール教会（スコットランド聖公会所属、在エジンバラ）

オールド・セント・ポール教会（オールド・セント・ポールきょうかい、英語: Old St. Paul's Church, Edinburgh）または古聖パウロ教会は、ここではスコットランドのエディンバラ旧市街にあるスコットランド聖公会の歴史的な教会を指す。
スコットランド聖公会は、17世紀に長老派によるスコットランド教会が確立された結果、1690年に聖公会派が独立したのである。そこの会衆はもともとは、街中の長老派となったセント・ジャイルズ大聖堂からの離脱グループで形成された。
現在の建物は、ヘイ＆ヘンダーソン（Hay and Henderson）によって英国ゴシック様式（English Gothic architecture）で、3,500ポンドの費用で設計・建築され、1883年に完成した。建築家のヘイはエディンバラ新市街にある聖マリア大聖堂 (エディンバラ)の建築家、ジョージ・ギルバート・スコット卿の弟子であった。その後の2つの身廊の延長により、建物の元の長さが3倍になり、内陣の床が高くなり、大理石で敷かれた。

## 参照項目
- スコットランド聖公会
- 聖マリア大聖堂 (エディンバラ)